# Taraxacum luteolum
Taraxacum luteolum — вид квіткових рослин з родини айстрових (Asteraceae). Вид зростає в Європі: Австрія, Німеччина, Польща, Швейцарія; це багаторічна рослина помірних біомів.